# Śląsk Wrocław
Wrocławski Klub Sportowy Śląsk Wrocław Spółka Akcyjna, còn được biết tới là WKS Śląsk Wrocław, Śląsk Wrocław (phát âm tiếng Ba Lan: [ɕlɔ̃sk ˈvrɔtswaf]) hay đơn giản là Śląsk là một câu lạc bộ bóng đá của Ba Lan có trụ sở đặt tại Wrocław, hiện đang thi đấu tại Ekstraklasa - hạng đấu cao nhất trong hệ thống giải bóng đá Ba Lan. Câu lạc bộ được thành lập vào năm 1947 và đã trải qua nhiều lần thay đổi tên; sau cùng cái tên Śląsk Wrocław đã được lựa chọn 10 năm sau ngày thành lập. Năm 1977, Śląsk Wrocław vô địch quốc gia Ba Lan lần đầu tiên. Câu lạc bộ còn đoạt Cúp bóng đá Ba Lan hai lần, Siêu cúp Ba Lan hai lần và Cúp Ekstraklasa một lần. Sân nhà của đội bóng là Stadion Miejski với sức chứa 45.105 chỗ ngồi tại Wrocław, là một trong những tụ điểm tổ chức lớn nhất trong thời gian giải vô địch bóng đá châu Âu 2012 diễn ra. Trước đó câu lạc bộ lấy sân vận động Olympic và Stadion Oporowska làm sân nhà. Śląsk Wrocław hiện đang xếp hạng 8 trên bảng xếp hạng bóng đá quốc gia Ba Lan.

## Lịch sử tên gọi
Câu lạc bộ đã có nhiều cái tên kể từ khi ra đời năm 1947. Chúng được liệt kê như dưới đây;
- 1947 – Pionier Wrocław
- 1949 – Legia Wrocław
- 1950 – Centralny Wojskowy Klub Sportowy Wrocław
- 1951 – Okręgowy Wojskowy Klub Sportowy Wrocław
- 1957 – Wojskowy Klub Sportowy Śląsk Wrocław
- 1997 – Wrocławski Klub Sportowy Śląsk Wrocław Sportowa Spółka Akcyjna
- Wrocławski Klub Sportowy Śląsk Wrocław Spółka Akcyjna

Śląsk có tên tiếng Ba Lan là Silesia, một vùng đất lịch sử mà Wrocław thuộc địa phận của nó.

## Danh hiệu
- Ekstraklasa[3]
  - Vô địch (2): 1976–77, 2011–12
  - Á quân (3): 1977–78, 1981–82, 2010–11
- Cúp bóng đá Ba Lan[4]
  - Vô địch (2): 1975–76, 1986–87
  - Á quân: 2012–13
- Cúp Ekstraklasa[5]
  - Vô địch: 2009
- Siêu cúp Ba Lan[6]
  - Vô địch (2): 1987, 2012

Đội trẻ:
- Vô địch U-19 Ba Lan
  - Vô địch: 1978–79
  - Á quân: 1976–77
  - Huy chương đồng: 1977–78, 1979–80, 2017–18

## Śląsk Wrocław tại cúp bóng đá châu ÂU
Tỉ số của Śląsk Wrocław được liệt kê trước ở mỗi bảng
| Mùa     | Giải                          | Vòng | Đối thủ                  | Sân nhà | Sân khách | Chung cuộc |
| ------- | ----------------------------- | ---- | ------------------------ | ------- | --------- | ---------- |
| 1975–76 | UEFA Cup                      | 1R   | GAIS                     | 4–2     | 1–2       | 5–4        |
| 1975–76 | UEFA Cup                      | 2R   | Royal Antwerp            | 1–1     | 2–1       | 3–2        |
| 1975–76 | UEFA Cup                      | 3R   | Liverpool                | 1–2     | 0–3       | 1–5        |
| 1976–77 | European Cup Winners' Cup     | 1R   | Floriana                 | 2–0     | 4–1       | 6–1        |
| 1976–77 | European Cup Winners' Cup     | 2R   | Bohemians                | 3–0     | 1–0       | 4–0        |
| 1976–77 | European Cup Winners' Cup     | QF   | Napoli                   | 0–0     | 0–2       | 0–2        |
| 1977–78 | European Cup                  | 1R   | Levski-Spartak           | 2–2     | 0–3       | 2–5        |
| 1978–79 | UEFA Cup                      | 1R   | Pezoporikos              | 5–1     | 2–2       | 7–3        |
| 1978–79 | UEFA Cup                      | 2R   | ÍBV Vestmannaeyjar       | 2–1     | 2–0       | 4–1        |
| 1978–79 | UEFA Cup                      | 3R   | Borussia Mönchengladbach | 2–4     | 1–1       | 3–5        |
| 1980–81 | UEFA Cup                      | 1R   | Dundee United            | 0–0     | 2–7       | 2–7        |
| 1982–83 | UEFA Cup                      | 1R   | Dynamo Moscow            | 2–2     | 1–0       | 3–2        |
| 1982–83 | UEFA Cup                      | 2R   | Servette                 | 0–2     | 1–5       | 1–7        |
| 1987–88 | European Cup Winners' Cup     | 1R   | Real Sociedad            | 0–2     | 0–0       | 0–2        |
| 2011–12 | UEFA Europa League            | 2Q   | Dundee United            | 1–0     | 2–3       | 3–3        |
| 2011–12 | UEFA Europa League            | 3Q   | Lokomotiv Sofia          | 0–0     | 0–0       | 0–0        |
| 2011–12 | UEFA Europa League            | PO   | Rapid Bucureşti          | 1–3     | 1–1       | 2–4        |
| 2012–13 | UEFA Champions League         | 2Q   | Budućnost Podgorica      | 0–1     | 2–0       | 2–1        |
| 2012–13 | UEFA Champions League         | 3Q   | Helsingborg              | 0–3     | 1–3       | 1–6        |
| 2012–13 | UEFA Europa League            | PO   | Hannover 96              | 3–5     | 1–5       | 4–10       |
| 2013–14 | UEFA Europa League            | 2Q   | Rudar Pljevlja           | 4–0     | 2–2       | 6–2        |
| 2013–14 | UEFA Europa League            | 3Q   | Club Brugge              | 1–0     | 3–3       | 4–3        |
| 2013–14 | UEFA Europa League            | PO   | Sevilla                  | 0–5     | 1–4       | 1–9        |
| 2015–16 | UEFA Europa League            | 1Q   | NK Celje                 | 3–1     | 1–0       | 4–1        |
| 2015–16 | UEFA Europa League            | 2Q   | IFK Göteborg             | 0–0     | 0–2       | 0–2        |
| 2021–22 | UEFA Europa Conference League | 1Q   | TBD                      |         |           |            |

Ghi chú
- 1Q: Vòng loại đầu tiên
- 2Q: Vòng loại thứ 2
- 3Q: Vòng loại thứ 3
- PO: Vòng play-off
- 1R: Vòng đầu tiên
- 2R: Vòng 2
- 3R: Vòng 3
- QF: Tứ kết

## Đội hình hiện tại

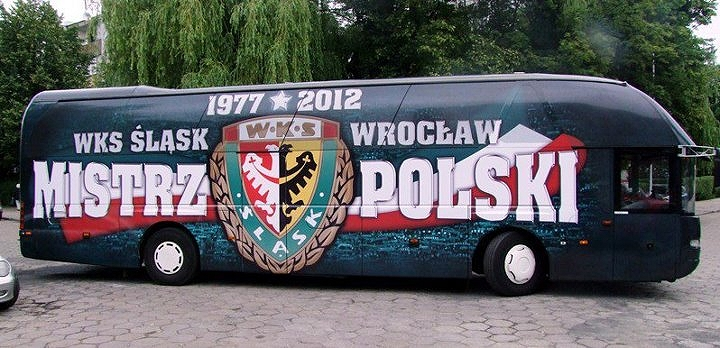
Xe buýt của đội bóng ở mùa giải 2012–2013

Tính đến 15 tháng 4 năm 2021
Ghi chú: Quốc kỳ chỉ đội tuyển quốc gia được xác định rõ trong điều lệ tư cách FIFA. Các cầu thủ có thể giữ hơn một quốc tịch ngoài FIFA.
| Số | VT | Quốc gia    | Cầu thủ                       |
| -- | -- | ----------- | ----------------------------- |
| 1  | TM | Slovakia    | Matúš Putnocký                |
| 2  | HV | Uruguay     | Guillermo Cotugno             |
| 3  | HV | Ba Lan      | Piotr Celeban                 |
| 4  | HV | Croatia     | Dino Štiglec                  |
| 5  | HV | Tây Ban Nha | Israel Puerto                 |
| 6  | TV | Ba Lan      | Rafał Makowski                |
| 7  | TV | Slovakia    | Róbert Pich                   |
| 8  | TV | Ba Lan      | Mateusz Praszelik             |
| 9  | TĐ | Tây Ban Nha | Erik Expósito                 |
| 10 | TV | Ba Lan      | Bartłomiej Pawłowski          |
| 11 | TĐ | Ba Lan      | Fabian Piasecki               |
| 12 | TM | Ba Lan      | Dariusz Szczerbal             |
| 14 | HV | Ba Lan      | Wojciech Golla                |
| 15 | HV | Hungary     | Márk Tamás                    |
| 16 | HV | Ba Lan      | Maciej Wilusz (mượn từ Raków) |
| 17 | HV | Ba Lan      | Mariusz Pawelec               |

| Số | VT | Quốc gia | Cầu thủ                        |
| -- | -- | -------- | ------------------------------ |
| 18 | TV | Zambia   | Lubambo Musonda                |
| 19 | HV | Ba Lan   | Patryk Janasik                 |
| 21 | HV | Ba Lan   | Łukasz Bejger                  |
| 22 | TM | Ba Lan   | Michał Szromnik                |
| 25 | TV | Ba Lan   | Marcel Zylla                   |
| 26 | TV | Ba Lan   | Mateusz Maćkowiak              |
| 27 | TV | Ba Lan   | Przemysław Bargiel             |
| 28 | TV | Ba Lan   | Waldemar Sobota                |
| 29 | TV | Ba Lan   | Krzysztof Mączyński (Thủ quân) |
| 31 | TV | Ba Lan   | Maciej Pałaszewski             |
| 32 | TĐ | Ba Lan   | Sebastian Bergier              |
| 33 | TĐ | Ba Lan   | Adrian Łyszczarz               |
| 34 | HV | Ba Lan   | Konrad Poprawa                 |
| 35 | TV | Ba Lan   | Bartosz Boruń                  |
| 36 | TM | Ba Lan   | Bartłomiej Frasik              |
| 37 | TĐ | Pháp     | Mathieu Scalet                 |
| 39 | TV | Ba Lan   | Szymon Lewkot                  |

### Cho mượn
Ghi chú: Quốc kỳ chỉ đội tuyển quốc gia được xác định rõ trong điều lệ tư cách FIFA. Các cầu thủ có thể giữ hơn một quốc tịch ngoài FIFA.
| Số | VT | Quốc gia | Cầu thủ                               |
| -- | -- | -------- | ------------------------------------- |
| —  | TV | Eritrea  | Semir Idris Ahmed (tại Ślęza Wrocław) |
| —  | TV | Ba Lan   | Damian Gąska (tại Radomiak Radom)     |

| Số | VT | Quốc gia | Cầu thủ                              |
| -- | -- | -------- | ------------------------------------ |
| —  | TĐ | Ba Lan   | Piotr Samiec-Talar (tại Widzew Lodz) |

## Các danh thủ
| Ba Lan - Henryk Apostel (1971–72) - Łukasz Broź (2018-) - Adrian Budka (2005–06) - Eugeniusz Cebrat (1978–79) - Piotr Celeban (2008–12), (2014–) - Mateusz Cetnarski (2011–14) - Piotr Ćwielong (2010–13) - Jan Erlich (1973–78) - Roman Faber (1973–84) - Janusz Gancarczyk (2007–10) - Zygmunt Garłowski (1973–81) - Wojciech Golla (2018-) - Janusz Góra (1985–92) - Jarosław Góra (1993–97) - Roman Jakóbczak (1966–69) - Tomasz Jodłowiec (2012) - Paweł Kaczorowski (2007) - Zygmunt Kalinowski (1971–79) - Przemysław Kaźmierczak (2010–14) - Jacek Kiełb (2015–16) - Adam Kokoszka (2013–14), (2015–18) - Jakub Kosecki (2017-18) - Zdzisław Kostrzewa (1979–84) - Marcin Kowalczyk (2012–13) - Rafał Lasocki (2007) | - Antoni Łukasiewicz (2008–11) - Krzysztof Mączyński (2019-) - Łukasz Madej (2009–12), (2016–17) - Adam Marciniak (2008) - Adam Matysek (1989–93) - Sebastian Mila (2008–14) - Mariusz Pawelec (2008–) - Mariusz Pawełek (2014–17) - Tadeusz Pawłowski (1974–82) - Mirosław Pękala (1977–84) - Arkadiusz Piech (2017-19) - Dariusz Pietrasiak (2011–12) - Leszek Pisz (2001) - Przemysław Płacheta (2019-20) - Waldemar Prusik (1981–89) - Kazimierz Przybyś (1983–84) - Andrzej Rudy (1983–88) - Dariusz Rzeźniczek (1990) - Hubert Skowronek (1962–67) - Jakub Słowik (2017-19) - Waldemar Sobota (2010–13), (2020-) - Joachim Stachuła (1963–66) - Janusz Sybis (1969–83) - Grzegorz Szamotulski (2001) - Stefan Szefer (1963–65) - Roman Szewczyk (1989) - Tadeusz Świcarz (1951) | - Ryszard Tarasiewicz (1979–89) - Jan Tomaszewski (1967–70) - Marcin Wasilewski (2000–02) - Maciej Wilusz (2021-) - Piotr Włodarczyk (2000–01) - Roman Wójcicki (1980–82) - Władysław Żmuda (1974–80) Bosnia và Herzegovina - Amir Spahić (2009-13) Cộng hòa Séc - Vladimír Čáp (2007-09) - Lukáš Droppa (2014–15) - Marcel Gecov (2015–16) Gabon - Éric Mouloungui (2013) Georgia - Lasha Dvali (2016–17) Nhật Bản - Morioka Ryota (2016–17) Latvia - Igors Tarasovs (2017-19) Macedonia - Ostoja Stjepanović (2016–17) Montenegro - Filip Raičević (2020) Slovakia - Peter Grajciar (2015–17) - Ľuboš Kamenár (2016–17) Slovenia - Boban Jović (2017–18) - Dalibor Stevanović (2012–14) Zambia - Lubambo Musonda (2019–) Zimbabwe - Ronald Sibanda (1997–98) |

## Huấn luyện viên
- Karel Finek (1958)
- Vilém Lugr (1959)
- Artur Woźniak (1969–70)
- Władysław Żmuda (1971–77)
- Orest Lenczyk (1979–81)
- Henryk Apostel (10 tháng 10 năm 1984 – 30 tháng 6 năm 1988)
- Alojzy Łysko (1988)
- Tadeusz Pawłowski (6 tháng 10 năm 1992 – 10 tháng 5 năm 1993)
- Stanisław Świerk (1993–95)
- Wiesław Wojno (1 tháng 7 năm 1996 – 11 tháng 3 năm 1997)
- Jerzy Kasalik (11 tháng 3 năm 1997 – 21 tháng 9 năm 1997)
- Grzegorz Kowalski (1 tháng 7 năm 1998 – 20 tháng 12 năm 1998)
- Wojciech Łazarek (21 tháng 12 năm 1998 – 3 tháng 11 năm 1999)
- Władysław Łach (3 tháng 7 năm 2000 – 10 tháng 4 năm 2001)
- Janusz Wójcik (10 tháng 4 năm 2001 – 7 tháng 8 năm 2001)
- Marian Putyra (7 tháng 6 năm 2001 – 24 tháng 8 năm 2001)
- Petr Nemec (24 tháng 8 năm 2001 – 25 tháng 3 năm 2002)
- Marian Putyra (25 tháng 3 năm 2002 – 30 tháng 6 năm 2003)
- Grzegorz Kowalski (1 tháng 7 năm 2003 – 30 tháng 9 năm 2004)
- Ryszard Tarasiewicz (29 tháng 9 năm 2004 – 28 tháng 6 năm 2006)
- Luboš Kubík (6 tháng 7 năm 2006 – 2 tháng 10 năm 2006)
- Jan Żurek (2 tháng 10 năm 2006 – 18 tháng 6 năm 2007)
- Ryszard Tarasiewicz (19 tháng 6 năm 2007 – 22 tháng 9 năm 2010)
- Paweł Barylski (interim) (22 tháng 9 năm 2010 – 27 tháng 9 năm 2010)
- Orest Lenczyk (27 tháng 9 năm 2010 – 31 tháng 4 năm 2012)
- Paweł Barylski (interim) (31 tháng 8 năm 2012 – 3 tháng 9 năm 2012)
- Stanislav Levy (3 tháng 9 năm 2012 – 23 tháng 2 năm 2014)
- Tadeusz Pawłowski (24 tháng 2 năm 2014 – 6 tháng 12 năm 2015)
- Romuald Szukiełowicz (7 tháng 12 năm 2015 – 9 tháng 3 năm 2016)
- Mariusz Rumak (9 tháng 3 năm 2016 – 19 tháng 12 năm 2016)
- Jan Urban (5 tháng 1 năm 2017 – 19 tháng 2 năm 2018)
- Tadeusz Pawłowski (19 tháng 2 năm 2018 – 11 tháng 12 năm 2018)
- Paweł Barylski (interim) (11 tháng 12 năm 2018 – ?)
- Vítězslav Lavička (2019 – 21 tháng 3 năm 2021)[8]
- Jacek Magiera (22 tháng 3 năm 2021 – nay)[9]